# Eduardo Bermúdez Reina
Eduardo Bermúdez Reyna (Sevilla, 9 de noviembre de 1831–Madrid, 24 de mayo de 1899) fue un militar y político español.

## Biografía
Nacido el 9 de noviembre de 1831, fue artillero del ejército. Ocupó la cartera de ministro de la Guerra entre el 22 de enero de 1890 y el 5 de julio de 1890 en un gobierno Sagasta. Después fue senador por Logroño de 1891 a 1893 y senador vitalicio desde ese año.
Falleció el 24 de mayo de 1899 en Madrid.